# Militanti
Militanti és una pel·lícula albanesa del 1984 dirigida per Piro Milkani.

## Argument
La pel·lícula es basa en la vida de Vasil Shanto (1913-1944), un dels primers comunistes albanesos, co-creador del Partit Comunista d'Albània, que va morir en combat a una edat molt jove, durant l'ocupació alemanya. L'acció de la pel·lícula té lloc principalment a Shkodër, on Shanto va organitzar estructures de partit locals.

## Repartiment
- Timo Flloko com a Visar Shundo
- Artur Gorishti com a Marek
- Arta Shaplo com a Ana
- Margarita Xhepa com a mare de Visar
- Agim Shuke com a Musa
- Thimi Filipi com a Petrush
- Petrit Malaj com a Preka
- Ylli Demneri com a Kujtim
- Ndrek Prela com a Idriz
- Tatiana Leska com a germana de Visara
- Violeta Sekuj com a Resmija
- Nefail Piraniqi com a director de la presó
- Elez Kadria com el major Ndrec Kola, comandant de la gendarmeria
- Arben Kruta com a Niku
- Edmond Mehilli com a Isuf
- Niko Kanxheri
- Kostaq Nika